# Tragédie burlesque
Pour plus de détails, voir Fiche technique et Distribution.
Tragédie burlesque (Urnebesna tragedija) est un film yougoslave réalisé par Goran Marković, sorti en 1996.
C'est l'adaptation de la pièce de théâtre du même nom de Dušan Kovačević paru en 1990.

## Synopsis
Un docteur décide de fermer la clinique psychiatrique où il travaille à cause des conditions de vies inhumaines des patients et du manque de médicaments causés par la dislocation de la Yougoslavie.

## Fiche technique
- Titre original : Urnebesna tragedija
- Titre français : Tragédie burlesque
- Réalisation : Goran Marković
- Scénario : Dušan Kovačević
- Costumes : Marija Tasić
- Photographie : Radoslav Vladić
- Montage : Snezana Ivanović
- Musique : Zoran Simjanović
- Pays d'origine : Yougoslavie
- Format : Couleurs - 35 mm - Mono
- Genre : comédie dramatique, fantastique
- Durée : 95 minutes
- Date de sortie :
  - Yougoslavie : 1996

## Distribution
- Vojislav Brajović  : le docteur
- Danilo Stojković : Vasilije
- Dragan Nikolić : Milan
- Gordana Gadžić : Ruza
- Olivera Marković : Rajna
- Rade Šerbedžija : Kosta
- Vesna Trivalić : Julka
- Bogdan Diklić (sr) : Joja